# Ooïde

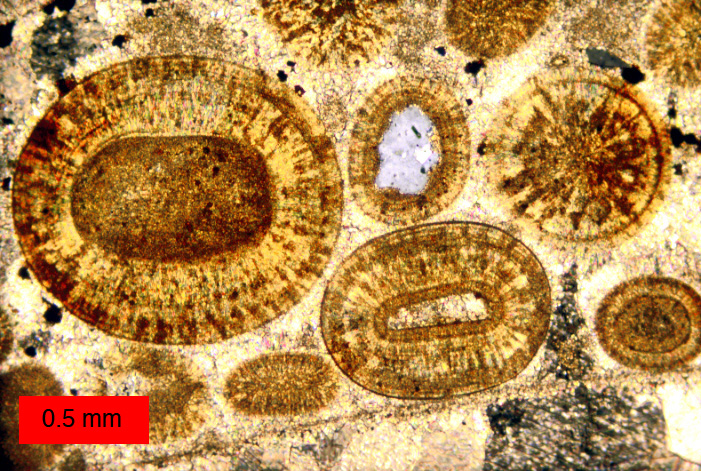
Coupe microscopique d'ooïdes calcitiques datant du Jurassique moyen.

En géologie, les ooïdes sont des grains millimétriques (généralement de diamètre inférieur à 2 millimètres), sphériques et non-biologiques qui se développent principalement dans les eaux tropicales et peu profondes. Ils se forment par cristallisation successives de couches, généralement composées de carbonate de calcium, autour d'un nucleus (grain de calcite, fragment de squelette ou de coquille, grain détritique). Les cristaux sont généralement organisés de façon radiale mais peuvent aussi croître sans suivre de géométrie particulière. Une roche composée d'ooïdes est appelée oolite. Dans certains cas les ooïdes peuvent être composés d'autres minéraux : hématites  pour les "oolites de fer", chamosite (chlorite riche en fer), phosphate.